# Tribogna
Tribógna (Trebeugna in ligure) è un comune italiano sparso di 596 abitanti della città metropolitana di Genova in Liguria. La sede comunale è situata nella frazione di Garbarini.

## Geografia fisica
Il comune è situato in posizione elevata rispetto al fondovalle, ai piedi del monte Borgo, con un dislivello compreso tra i 101 e i 732 m di altitudine, sul versante destro della alta val Fontanabuona, ad est di Genova.
Dall'abitato si può ammirare un panorama che spazia dalla valle fontanina fino all'intero crinale del monte Antola (1597 m) e, frontalmente, verso il massiccio del monte Caucaso (1245 m). Il torrente Lavagna divide il comune tribognino dai comuni di Neirone e di Moconesi. Dal paese si può vedere il monte Manico del Lume (801 m).
Il piccolo torrente Litteglia attraversa la parte a est del comune. Questo nasce nella piccola località di Liteggia, da cui prende nome, e scende con un corso tipicamente torrentizio fino a Ferrada di Moconesi, segnando, nel tratto a valle, il confine con il comune di Cicagna.

## Storia

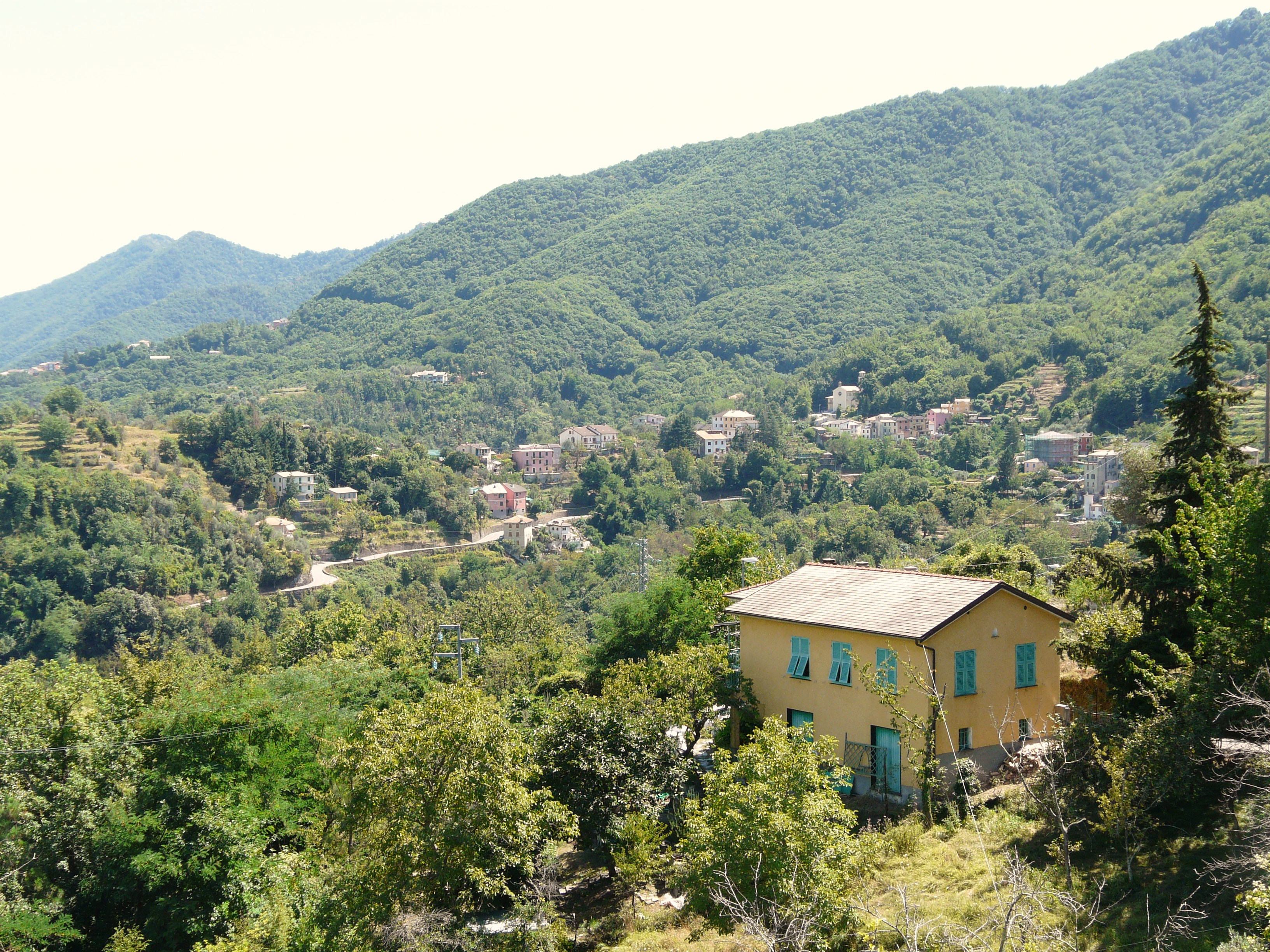
Panorama della frazione di Cassanesi (vista da Piandeipreti).

L'origine di Tribogna (da Tarbonius, cioè la "villa", la "terra di Tarbonio") risale probabilmente all'epoca romana, come testimoniano i reperti, ceramica e tegoloni, rinvenuti nella vicina frazione di Cassanesi (toponimo derivato dal nome personale Cassius). La località è inoltre citata nella tavola bronzea di Velleia, quest'ultima conservata presso il museo archeologico nazionale di Parma, dove si fa cenno al borgo di Praedia Tarboniae.
In un documento del 1261 viene citata la locale chiesa parrocchiale di San Martino di Tours.
La sua storia si condivide con quella dei centri vicini ed in particolare con la comunità di Uscio verso cui anticamente gravitavano gli interessi della popolazione tribognina.
Per difendere il borgo la Repubblica di Genova aveva eretto sulla sommità del monte Tuggio un baluardo, del quale oggi non restano che poche rovine, sottoponendo il paese nel 1513 alla giurisdizione del capitaneato di Recco.
Con la nuova dominazione francese di Napoleone Bonaparte rientrò dal 2 dicembre 1797 nel dipartimento del Golfo del Tigullio, con capoluogo Rapallo, all'interno della Repubblica Ligure. Dal 28 aprile del 1798 con i nuovi ordinamenti francesi, il territorio rientrò nel V cantone, capoluogo Uscio, della giurisdizione della Frutta e dal 1803 centro principale del VI cantone della Frutta nella giurisdizione del Centro. La costituzione ufficiale della municipalità risale al 14 maggio del 1804 dopo che un decreto della Repubblica Ligure riunì le due comunità di Tribogna e Piandeipreti in un unico soggetto amministrativo. Annesso al Primo Impero francese dal 13 giugno 1805 al 1814 venne inserito nel dipartimento di Genova.
Nel 1815 fu inglobato nel Regno di Sardegna, così come stabilì il congresso di Vienna del 1814, e successivamente nel Regno d'Italia dal 1861. Dal 1859 al 1926 il territorio fu compreso nel VI mandamento di Recco del circondario di Genova dell'allora provincia di Genova.
Sulla balconata del palazzo municipale si può ammirare un bassorilievo in ardesia, opera dello scultore Mirko Gualerzi, costituito da 26 pannelli che illustrano la storia del paese trasfigurata in una sorta di mitologia civile con feste religiose, rappresentazioni delle stagioni, eventi della storia locale.
Dal 1973 al 30 aprile 2011 ha fatto parte della Comunità montana Fontanabuona.

### Simboli
Stemma
Gonfalone

Lo stemma e il gonfalone sono stati concessi con il decreto del presidente della Repubblica del 24 maggio 1959.

## Monumenti e luoghi d'interesse

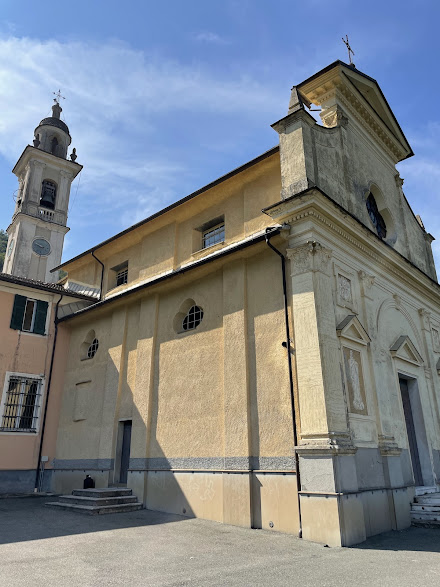
La chiesa parrocchiale di San Martino nella frazione capoluogo di Garbarini

### Architetture religiose
- Chiesa parrocchiale di San Martino di Tours al confine fra Garbarini e Aveno. Eretta al titolo di parrocchia dal cardinale dell'arcidiocesi di Genova Stefano Durazzo il 4 giugno del 1639, fu riedificata nel 1709 ad unica navata con cinque altari laterali. Tra le opere conservate una statua lignea raffigurante Sant'Antonio da Padova nel secondo altare di destra.
- Cappella di Santa Croce nella frazione di Aveno, risalente al XVII secolo.
- Cappella della Madonna Pellegrina nella frazione di Bassi.
- Chiesa parrocchiale di Cristo Re e Maria Santissima Immacolata nella frazione di Cassanesi. Eretta sul finire del 1935 fu elevata al titolo di parrocchia il 27 luglio del 1962. Una prima cappella fu edificata nel 1804.
- Chiesa parrocchiale di San Francesco nella frazione di Piandeipreti. Una primitiva cappella fu edificata nel 1632, mentre l'attuale edificio fu ricostruito nel 1792 e ampliato nella prima metà del XIX secolo. Di pregio un presepe artistico con l'utilizzo di personaggi (persone e animali) fatti a mano e utilizzati con materiali di stoffa o da riciclo.

### Aree naturali
- Cava d'ardesia a cielo aperto sulla strada che da Aveno sale al passo della Spinarola passando per la località di Liteggia.
- Antiche cave d'ardesia dei Fighetti.

## Società

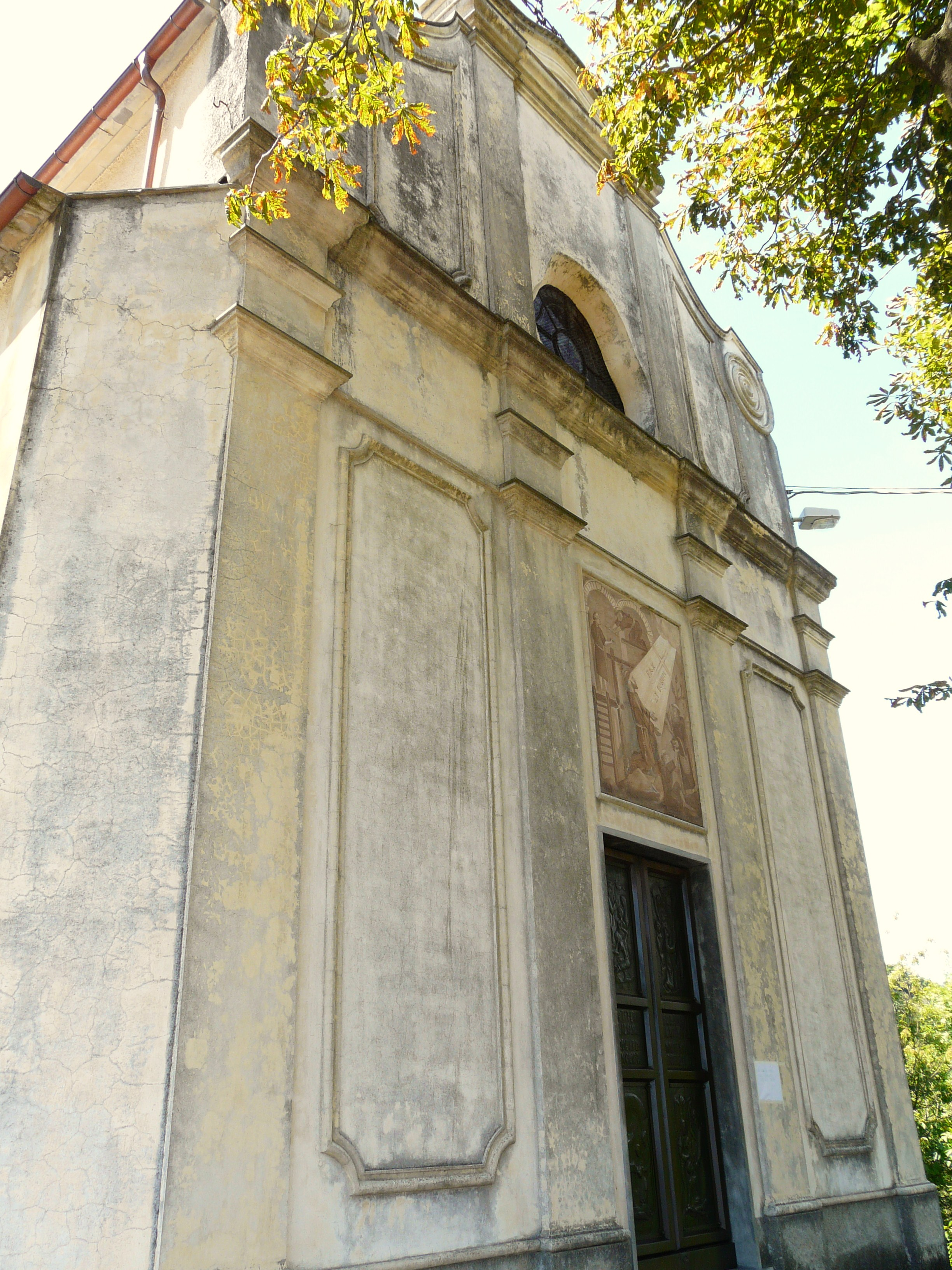
La chiesa parrocchiale di San Francesco nella frazione di Piandeipreti

### Evoluzione demografica
Abitanti censiti

### Etnie e minoranze straniere
Secondo i dati Istat al 31 dicembre 2022, i cittadini stranieri residenti a Tribogna sono 33.

## Geografia antropica

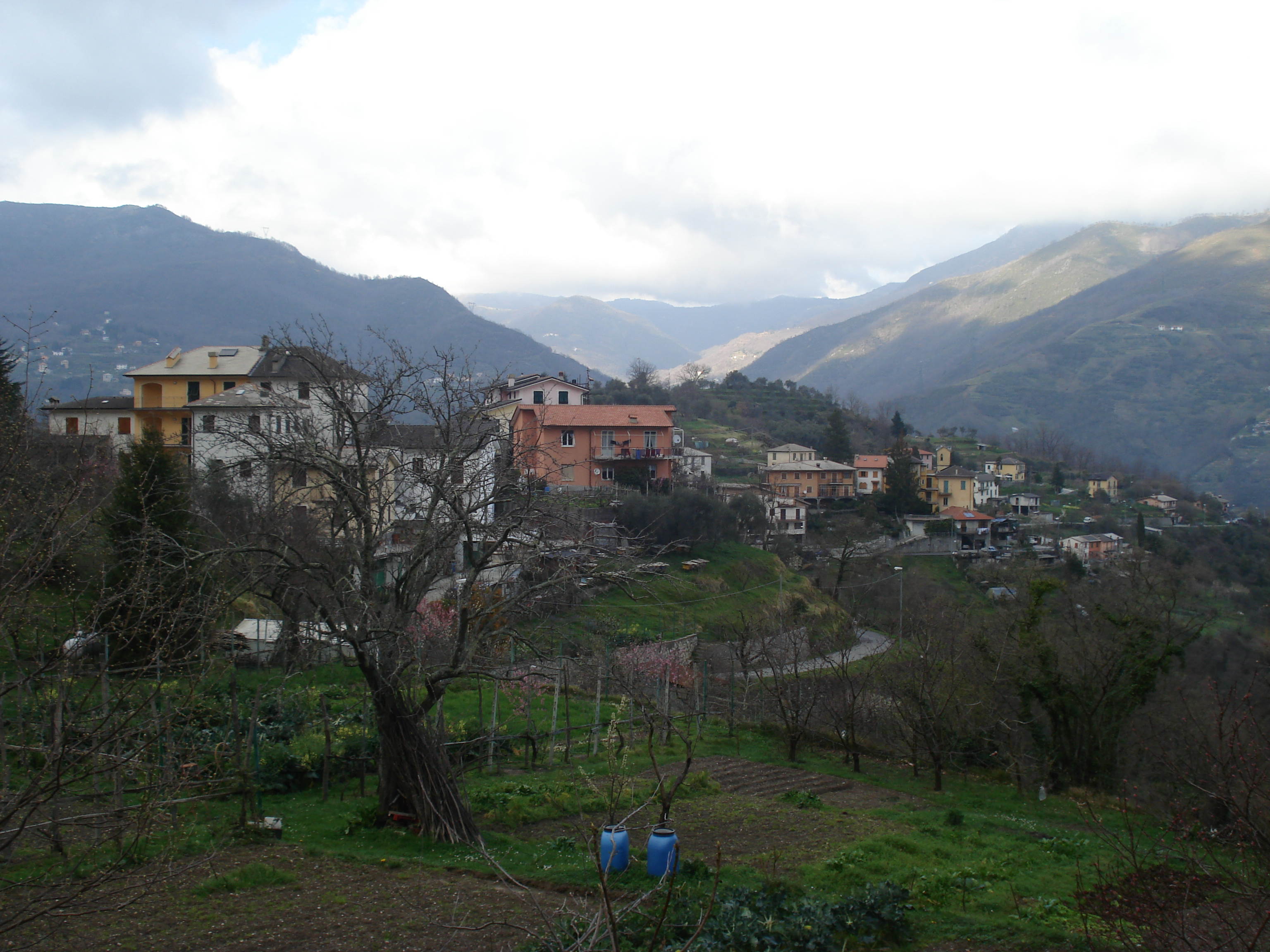
Panorama di Cassanesi

Il suo territorio comunale comprende, oltre al capoluogo Garbarini, le frazioni di Aveno, Bassi, Cassanesi, Piandeipreti e Liteggia per un totale di 7,14 km2.
Confina a nord con i comuni di Neirone e Moconesi, a sud con Rapallo, a sudovest con Uscio e Avegno e ad est con Cicagna.

## Economia
Le principali attività economiche del comune gravitano principalmente sull'attività agricola e sulla piccola e media industria. Nel territorio, oltre allo sfruttamento dei terreni agricoli con coltivazioni di uva e patate, sono altresì presenti aziende legate all'estrazione e lavorazione dell'ardesia, finalizzata ad un uso edilizio ed a elementi d'arredo, oppure artistico, oltreché nel settore cartotecnico e nelle lavorazioni della plastica. Vi sono inoltre settori attivi nell'artigianato del legno e nell'apicoltura.

## Infrastrutture e trasporti

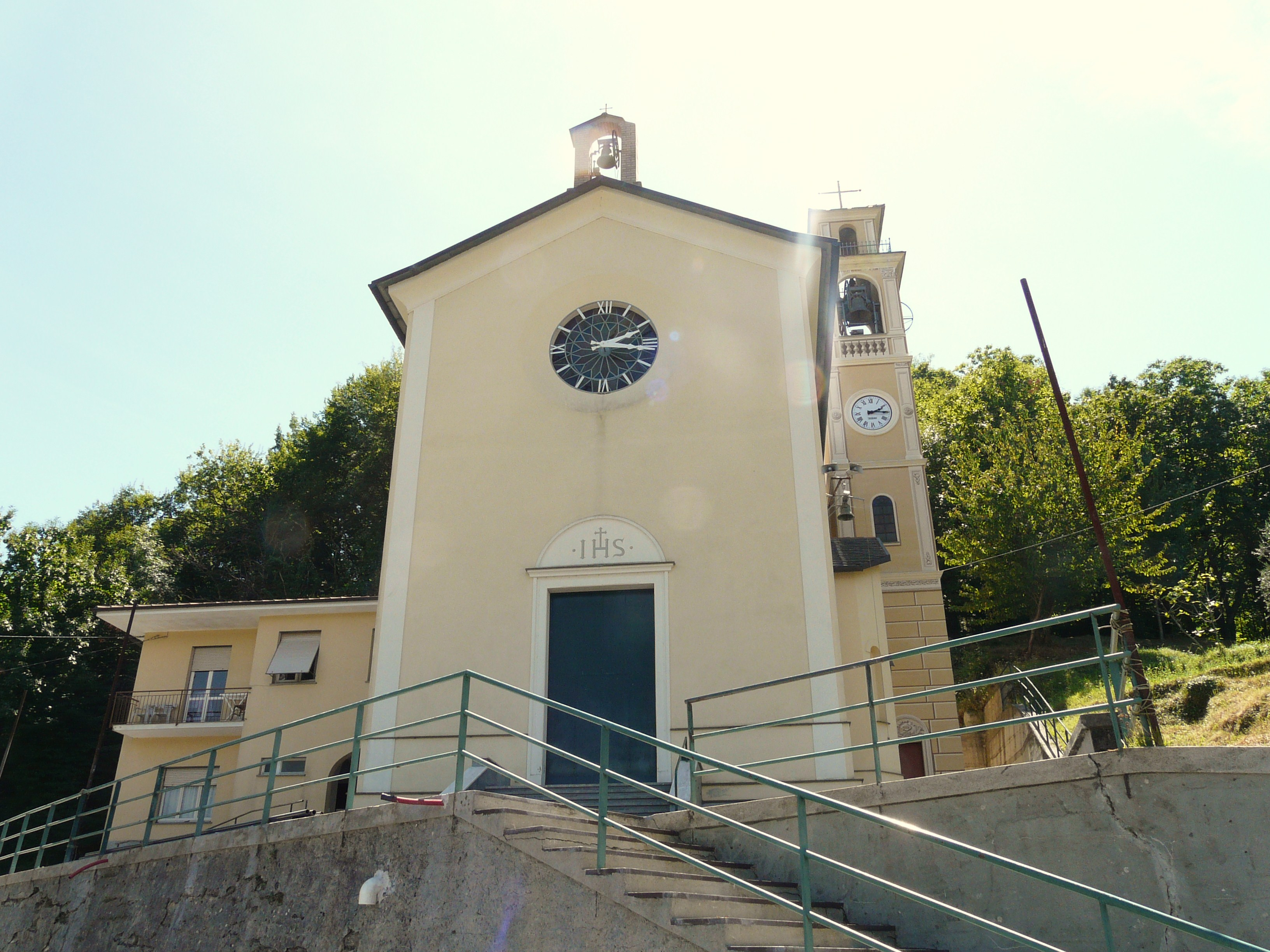
La chiesa parrocchiale di Cristo Re e Maria Santissima Immacolata nella frazione di Cassanesi

### Strade
I centri di Garbarini e Aveno sono attraversati principalmente dalla strada provinciale 22 di Tribogna che permette il collegamento stradale con la strada provinciale 333 di Uscio, ad ovest al bivio di Cassanesi, e la strada statale 225 della Val Fontanabuona a nord-est al bivio di Ferrada di Moconesi.
Da ricordare, che un brevissimo tratto della SS 225 subito dopo Donega, sino al bivio per la discarica Rio Marsiglia, è appartenente al territorio comunale.

### Mobilità urbana
Dal comune di Uscio un servizio di trasporto pubblico locale gestito dall'AMT garantisce quotidiani collegamenti bus con Tribogna e per le altre località del territorio comunale.

## Amministrazione
| Periodo        | Periodo        | Primo cittadino    | Partito                                                       | Carica         | Note   |
| -------------- | -------------- | ------------------ | ------------------------------------------------------------- | -------------- | ------ |
| 15 luglio 1985 | 23 maggio 1990 | Carlo Cipriani     | PCI                                                           | Sindaco        |        |
| 24 giugno 1990 | 24 aprile 1995 | Carlo Cipriani     | PSI                                                           | Sindaco        |        |
| 24 aprile 1995 | 14 giugno 1999 | Carlo Cipriani     | Democratici Fontanabuona (lista civica di centro-sinistra)    | Sindaco        |        |
| 14 giugno 1999 | 14 giugno 2004 | Carlo Cipriani     | Noi con Voi per Tribogna (lista civica)                       | Sindaco        |        |
| 14 giugno 2004 | 8 giugno 2009  | Corrado Bacigalupo | Volta pagina rinnova Tribogna (lista civica)                  | Sindaco        |        |
| 8 giugno 2009  | 23 aprile 2014 | Corrado Bacigalupo | Volta pagina rinnova Tribogna (lista civica)                  | Sindaco        | [ 14 ] |
| 23 aprile 2014 | 26 maggio 2014 | Raffaella Corsaro  |                                                               | Comm. straord. | [ 15 ] |
| 26 maggio 2014 | 27 maggio 2019 | Marina Garbarino   | Volta pagina rinnova Tribogna (lista civica di centro-destra) | Sindaco        |        |
| 27 maggio 2019 | 10 giugno 2024 | Marina Garbarino   | Volta pagina rinnova Tribogna (lista civica di centro-destra) | Sindaco        |        |
| 10 giugno 2024 | in carica      | Marina Garbarino   | Volta pagina rinnova Tribogna (lista civica di centro-destra) | Sindaco        |        |

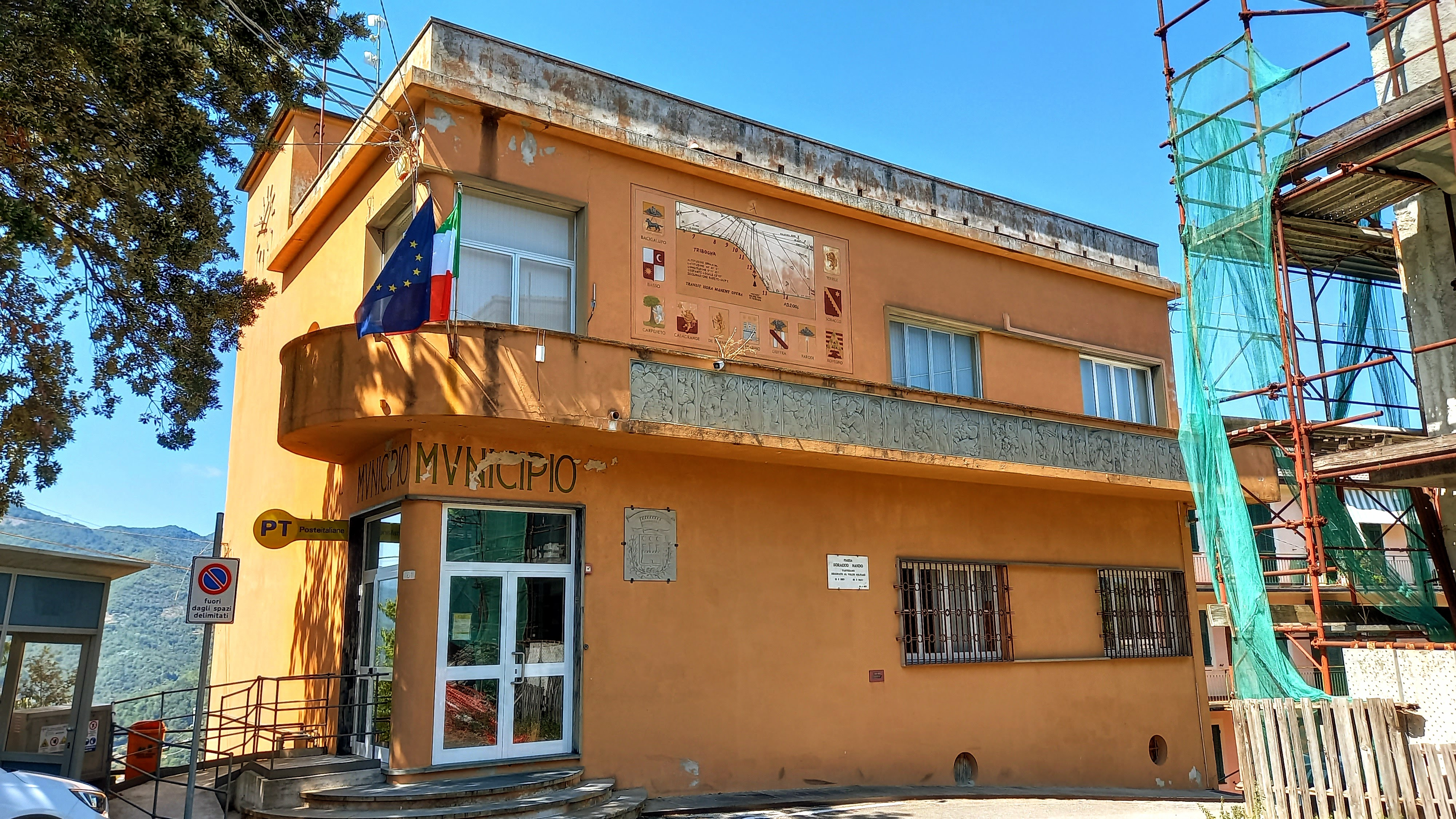
Il municipio nella frazione di Garbarini

Fino al 1880 era consuetudine che la sede comunale venisse spostata tra le varie frazioni di Tribogna a seconda della provenienza "frazionale" del nuovo sindaco eletto. Da codesta data fu scelta la frazione di Garbarini come sede definitiva del municipio, ubicato fino al 1938 in due case attigue dove venivano svolte le pratiche del consiglio comunale.

## Note

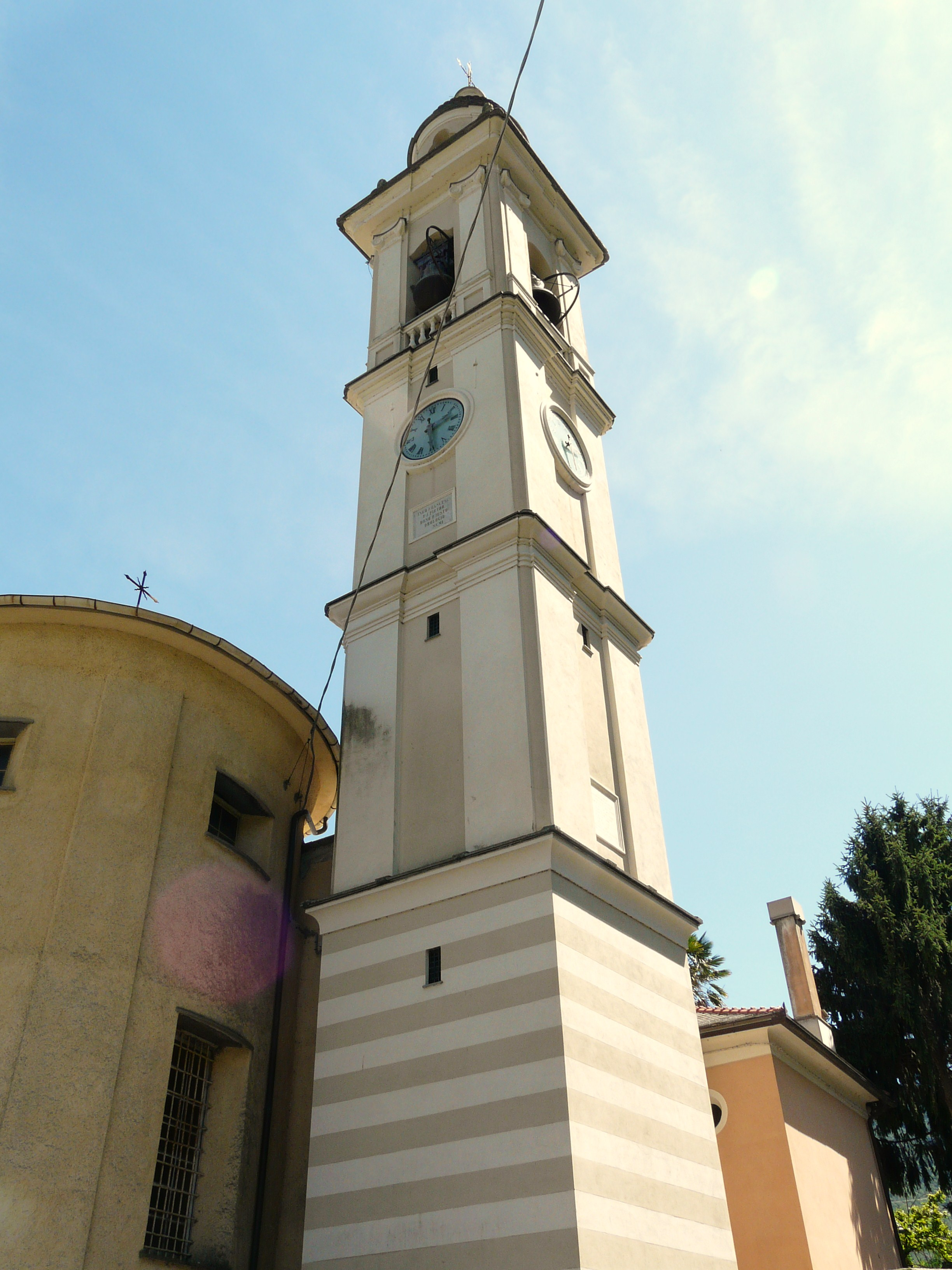
Il campanile della chiesa parrocchiale di San Martino di Tribogna